# Paul Willis
Paul Willis és científic social britànic conegut pel seu treball en sociologia i estudis culturals. Els treballs de Paul Willis són extensament llegits en els camps de la sociologia, antropologia, i educació, a més, els seus treballs enfatitzen sobre la cultura de consum, la música, la socialització i la cultura popular.
Va nàixer en Wolverhampton i va estudiar en la University of Cambridge i en la University of Birmingham. Treballà en el Centre for Contemporary Cultural Studies i subtancialment en la University of Wolverhampton. Va ser professor d'etnografia social i cultural en la Keele University, que va deixar en la tardor de 2010, traslladant-se a la Universitat de Princeton en 2011 ejercint de professor de sociologia fins al 2014.

## Informació bàsica
El treball de Paul Willis s'ha focalitzat principalment, però exclusivament, en l'estudi de l'etnografia de les formes de vida cultural en molts amplis contextos. Des del més global fins al més específic, Willis examina com les pràctiques de "la producció cultural informal" ajuda a produir i a construir mons culturals "des de baix".
Format en crítica literària, Paul Willis es va doctorar en 1972 des del Center Contemporary Cultural Studies en Birmingham University on ell romangué com a Senior Research Fellow fins a 1981. Va llegir un article en el 9th Symposium of the National Deviancy Conference en gener de 1972 titulat "A Motor-Bike Subculture". Durant els anys vuitanta Willis va servir com a assessor de política de joventut en la Wolverhampton Borough Council en els Midlands anglesos. Allí va crear The Youth Review el qual formava les bases per a la política de joventut i per la formació de l'elecció democràtica del Youth Council, ambdós encara en funcionament. Durant els noranta va encapçalar, primer, com a cap de la Division of Media, Communications and Cultural Studies, i, després, com a membre de Professoriate at the University of Wolverhampton. En els 2000 Willis va ser cofundador de Sage journal, Ethnography. En 2003 Willis va ser contractat com Cap d'Estudis d'Etnografia Social i Cultural en la Keele University.
Recentment, Paul Willis és professor en Universitat de Princeton, a més d'editor i fundador de la revista internacional Ethnography, publicada en Princeton. Ací dona imparteix seminaris per a joves i seniors en mètodes d'investigació del treball sociològic, a més desociology of work, as well as d'un curs requerit per als concentradors, "Claims and Evidence in Sociology." Ha publicat àmpliament temes sobre la cultura, l'educació, i el mètode. Entre ells: Learning to Labor: How Working Class Kids Get Working Class Jobs i The Ethnographic Imagination.